# Leśnica (powiat Wadowicki)
Leśnica is een dorp in het Poolse woiwodschap Klein-Polen, in het district Wadowicki. De plaats maakt deel uit van de gemeente Stryszów.